# Iporanga
Iporanga é um município do estado de São Paulo, no Brasil. Sua população segundo o Censo 2022 do Instituto Brasileiro de Geografia e Estatística (IBGE) era de 4.046 habitantes.

## Toponímia
"Iporanga" é um vocábulo de origem tupi que significa "rio bonito", através da junção dos termos 'y  (rio) e porang (bonito). É uma referência ao Ribeirão Iporanga, na foz do qual se localiza o município.

## História
Iporanga, originalmente, constituiu arraial na lavra de ouro do ribeirão Iporanga - nome de origem tupi, que significa água de rio bonito. Entre 1571 e 1755 os mineradores Garcia Rodrigues Pais, José Rolim de Moura, Antônio Leme de Alvarenga e Nuno Mendes Torres ergueram uma capela de taipa no local de outra mais antiga que era de sapé, construída pelos antigos moradores.
Dessa época restou apenas vestígios de casas, valas e os desvios do ribeirão, pois em fins do século XVIII, a população transferiu-se para a confluência do Iporanga com o Ribeira de Iguape, lá se dedicando à lavoura de subsistência, sobretudo de cana-de-açúcar e arroz.

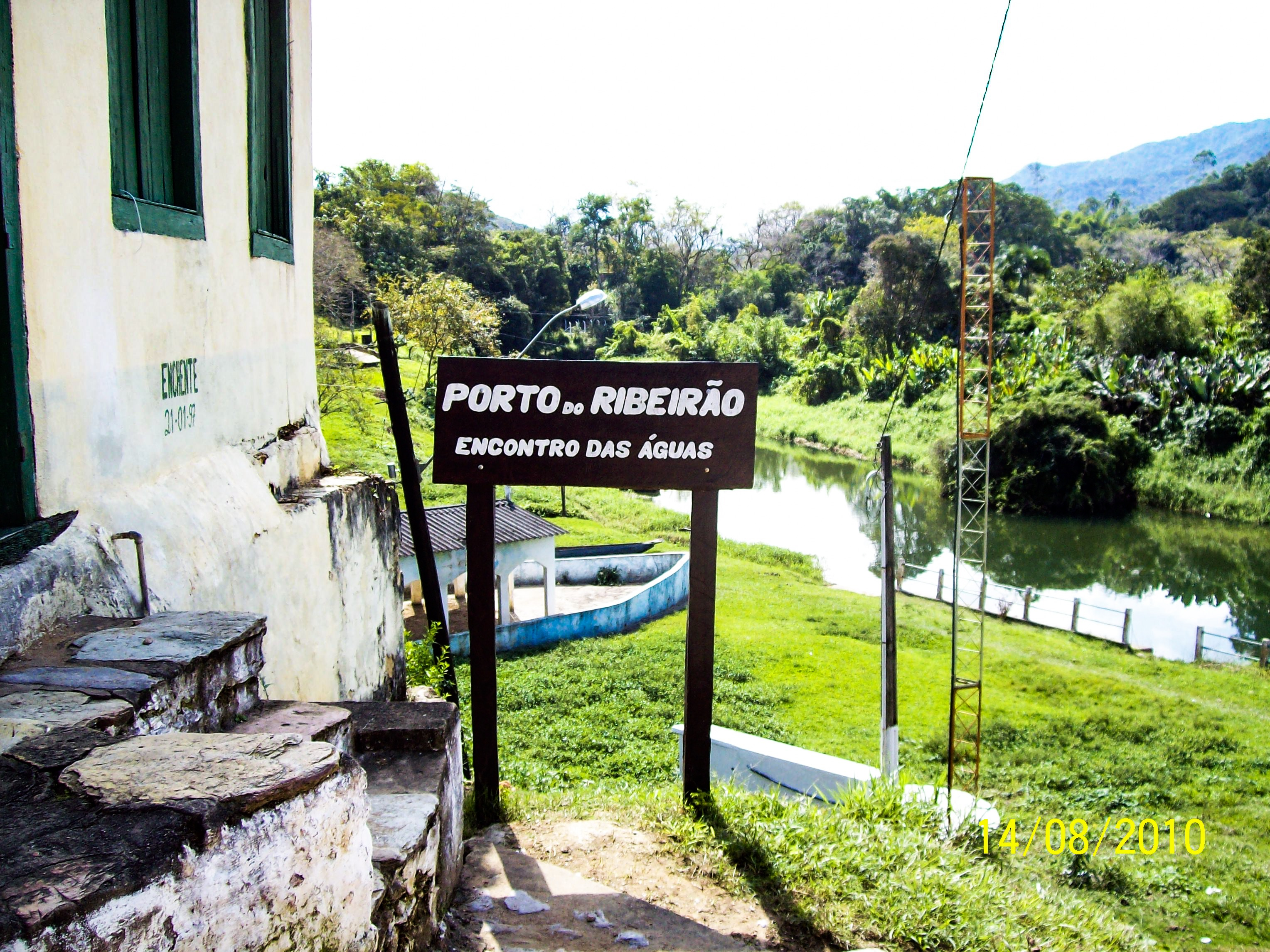
Porto do Ribeirão Iporanga.

Uma nova capela, construída anteriormente a 1821, permanece como um marco na cidade e integra-se ao conjunto de casas de pau-a-pique, que ainda se conserva devido ao isolamento geográfico a que foi submetida a cidade.
A produção de aguardente, rapadura e farinha de mandioca, bem como o fato de ser ponto de encontro, esporádico, entre as canoas que vinham do litoral e as tropas de muares que desciam do planalto, permitiram a Iporanga um período de relativa riqueza, em meados do século XIX, quando em 1873 foi elevada à condição de Vila.
A implantação da ferrovia e da rodovia no planalto golpeou a relativa prosperidade Iporanguense, pois a atividade comercial concentrou-se naquela região prejudicando a movimentação fluvial, da qual dependia.

### Formação territorial-administrativa
Histórico da formação do município:
- Freguesia criada no município de Apiaí pelo Decreto Imperial de 09/12/1830.
- Vila criada pela Lei nº 39, de 03/04/1873.
- Município reconduzido à categoria de distrito, incorporado ao município de Apiaí, pelo Decreto nº 6.448, de 21/05/1934.
- Município reinstalado pela Lei nº 2.780, de 23/12/1936.
- Pelo Decreto nº 9.775, de 30 de novembro de 1938, é criado o distrito de Barra do Turvo.

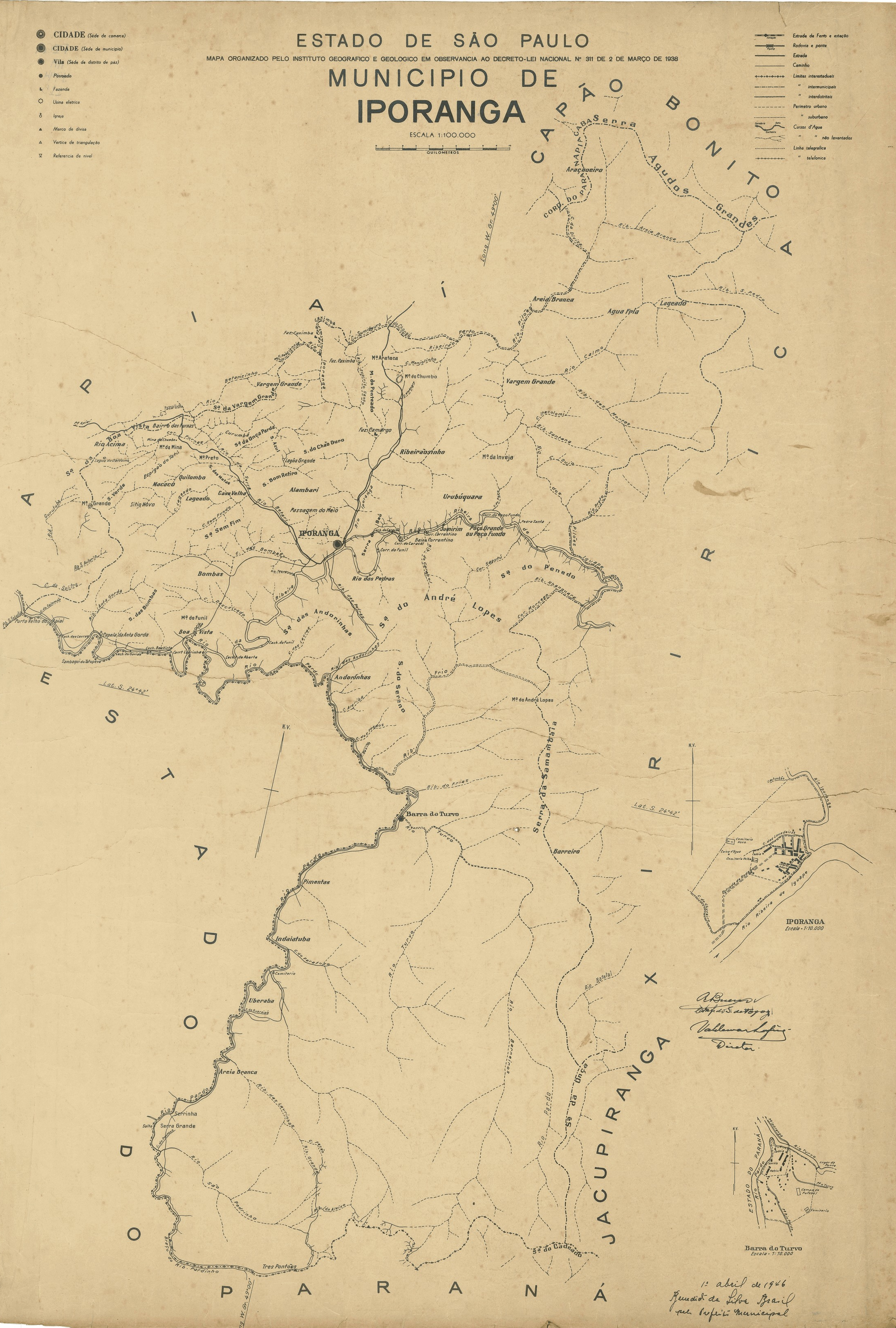
Mapas de Iporanga (1944).

- A Lei nº 8.092, de 28/02/1964, desmembra do município de Iporanga o distrito de Barra do Turvo, elevado à município.

## Geografia

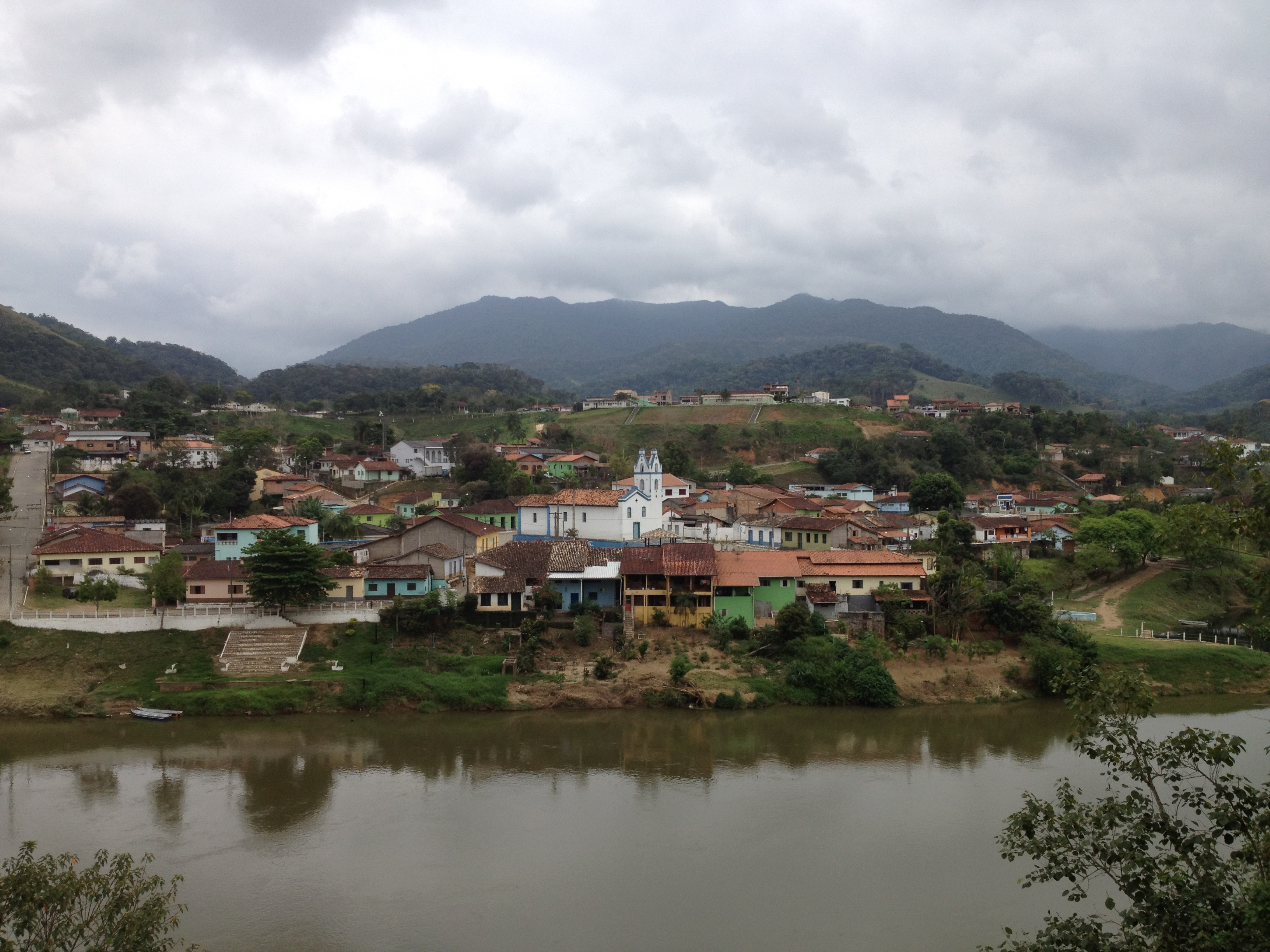
Centro Histórico de Iporanga.

Localizado na região do Vale do Ribeira a uma latitude 24º35'09" sul e a uma longitude 48º35'34" oeste, estando a uma altitude de 81 metros.

### Hidrografia

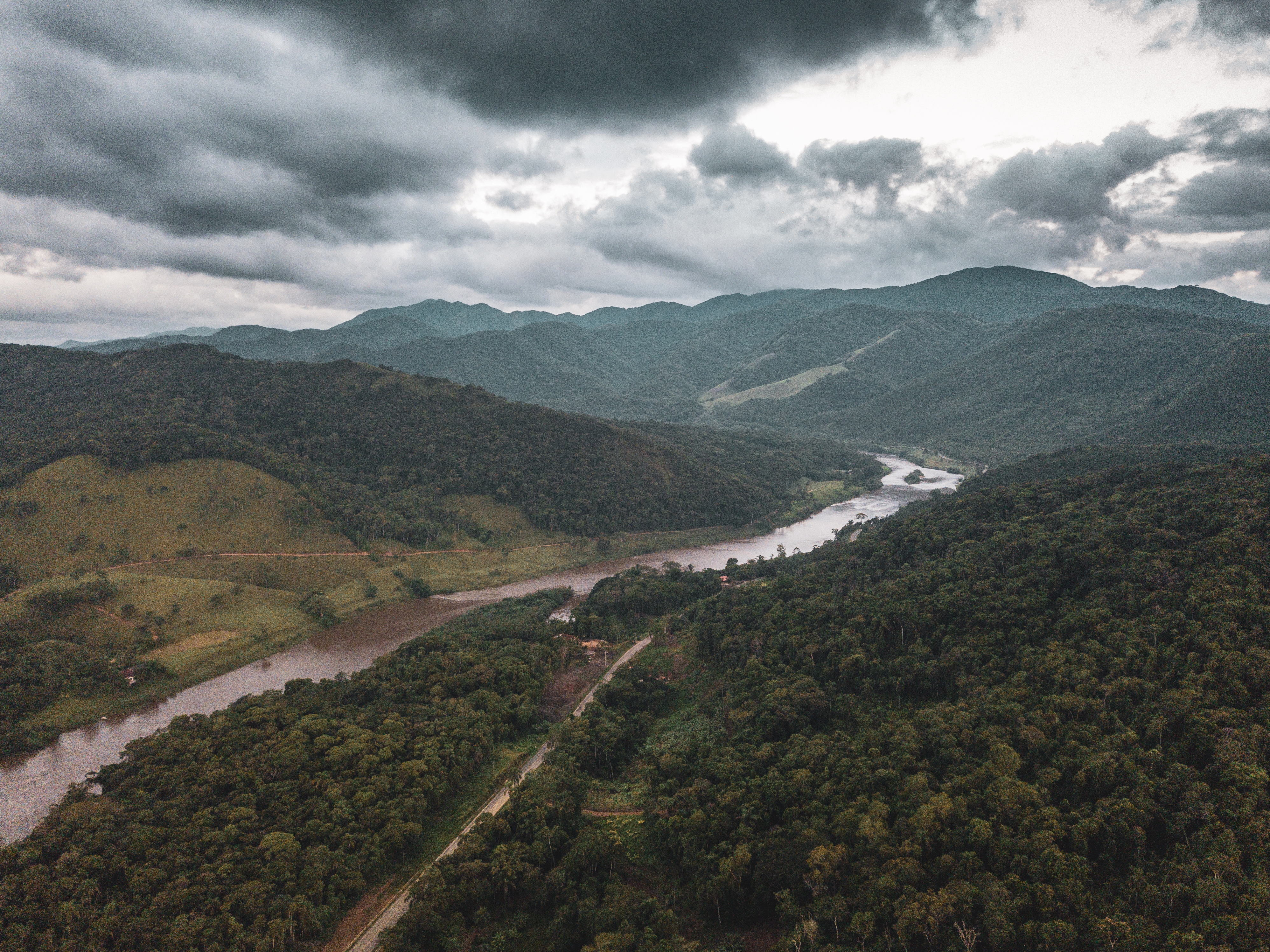
Rio Ribeira de Iguape em Iporanga.

- Rio Ribeira de Iguape
- Ribeirão Iporanga

### Geologia
Em Iporanga, efetuaram-se diversos estudos de mapeamento geológico e pesquisa mineral, sobretudo pela CPRM - Serviço Geológico do Brasil. A seção geológica mais conhecida é o famoso perfil Apiaí-Iporanga.

### Rodovias
Os principais acessos a cidade de Iporanga são:
- SP-165

## Demografia

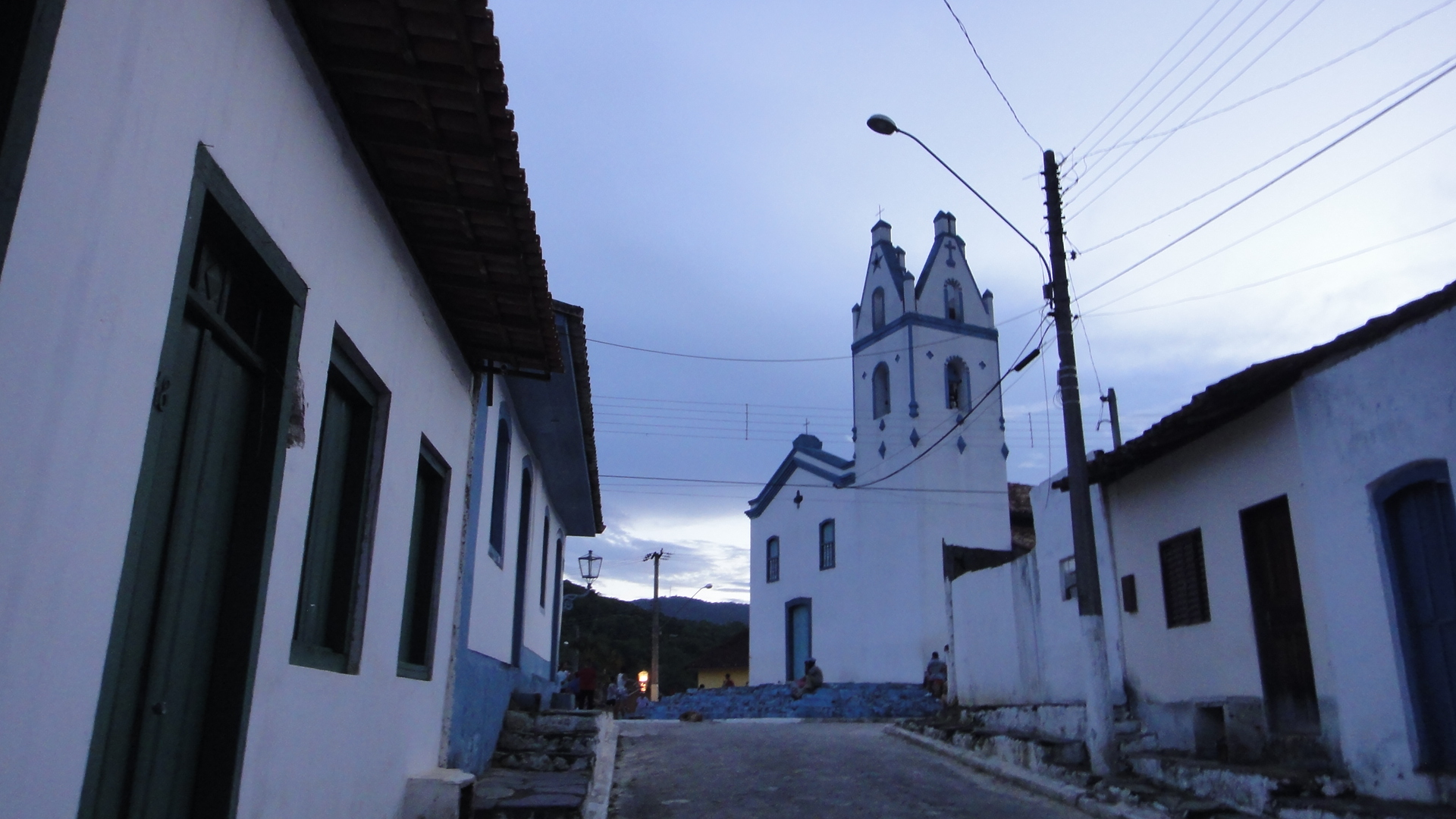
Viela no centro histórico com a Igreja Matriz ao fundo.

### População
| Crescimento populacional                             | Crescimento populacional | Crescimento populacional | Crescimento populacional |
| Ano                                                  | População Total          |                          | %±                       |
| ---------------------------------------------------- | ------------------------ | ------------------------ | ------------------------ |
| 1872                                                 | 2 237                    |                          |                          |
| 1890                                                 | 3 375                    |                          | 50,9%                    |
| 1900                                                 | 4 208                    |                          | 24,7%                    |
| 1910                                                 | 3 650                    |                          | −13,3%                   |
| 1920                                                 | 5 763                    |                          | 57,9%                    |
| 1925                                                 | 6 224                    |                          | 8,0%                     |
| 1937                                                 | 7 042                    |                          | —                        |
| 1940                                                 | 7 873                    |                          | 11,8%                    |
| 1946                                                 | 9 715                    |                          | 23,4%                    |
| 1950                                                 | 7 943                    |                          | −18,2%                   |
| 1958                                                 | 8 239                    |                          | 3,7%                     |
| 1960                                                 | 8 536                    |                          | 3,6%                     |
| 1970                                                 | 3 917                    |                          | −54,1%                   |
| 1980                                                 | 4 724                    |                          | 20,6%                    |
| 1991                                                 | 4 614                    |                          | −2,3%                    |
| 2000                                                 | 4 562                    |                          | −1,1%                    |
| 2010                                                 | 4 299                    |                          | −5,8%                    |
| 2022                                                 | 4 046                    |                          | −5,9%                    |
| Est. 2024                                            | 4 091                    | [ 11 ]                   | 1,1%                     |
| Fontes: Censos Demográficos IBGE e Estimativas SEADE |                          |                          |                          |

## Infraestrutura

### Comunicações

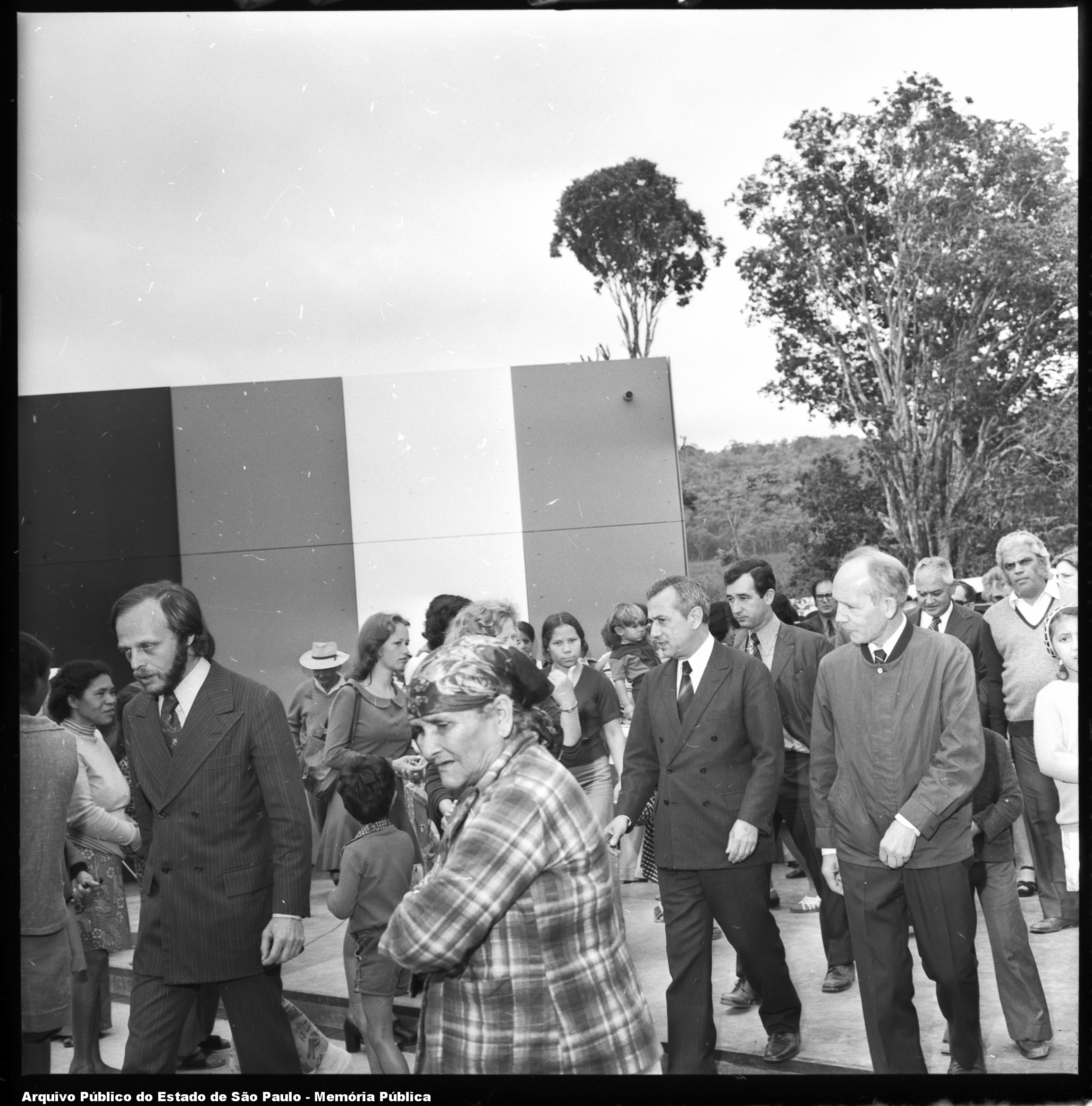
Inauguração da central telefônica de Iporanga (1974).

O sistema de telefones automáticos foi inaugurado na cidade pela Companhia de Telecomunicações do Estado de São Paulo (COTESP) em 1974. Já o sistema de discagem direta à distância (DDD) foi implantado em 1988 pela Telecomunicações de São Paulo (TELESP), com o código de área (0155).
Na década de 90 o código DDD da cidade foi alterado para (015), para padronização do sistema telefônico com a telefonia celular que estava sendo implantada em todo o estado.

### Energia
A concessionária de energia elétrica que atende o município é a Neoenergia Elektro, antiga CESP.

### Saneamento
O serviço de abastecimento de água é feito pela Companhia de Saneamento Básico do Estado de São Paulo (SABESP).

## Cultura e lazer

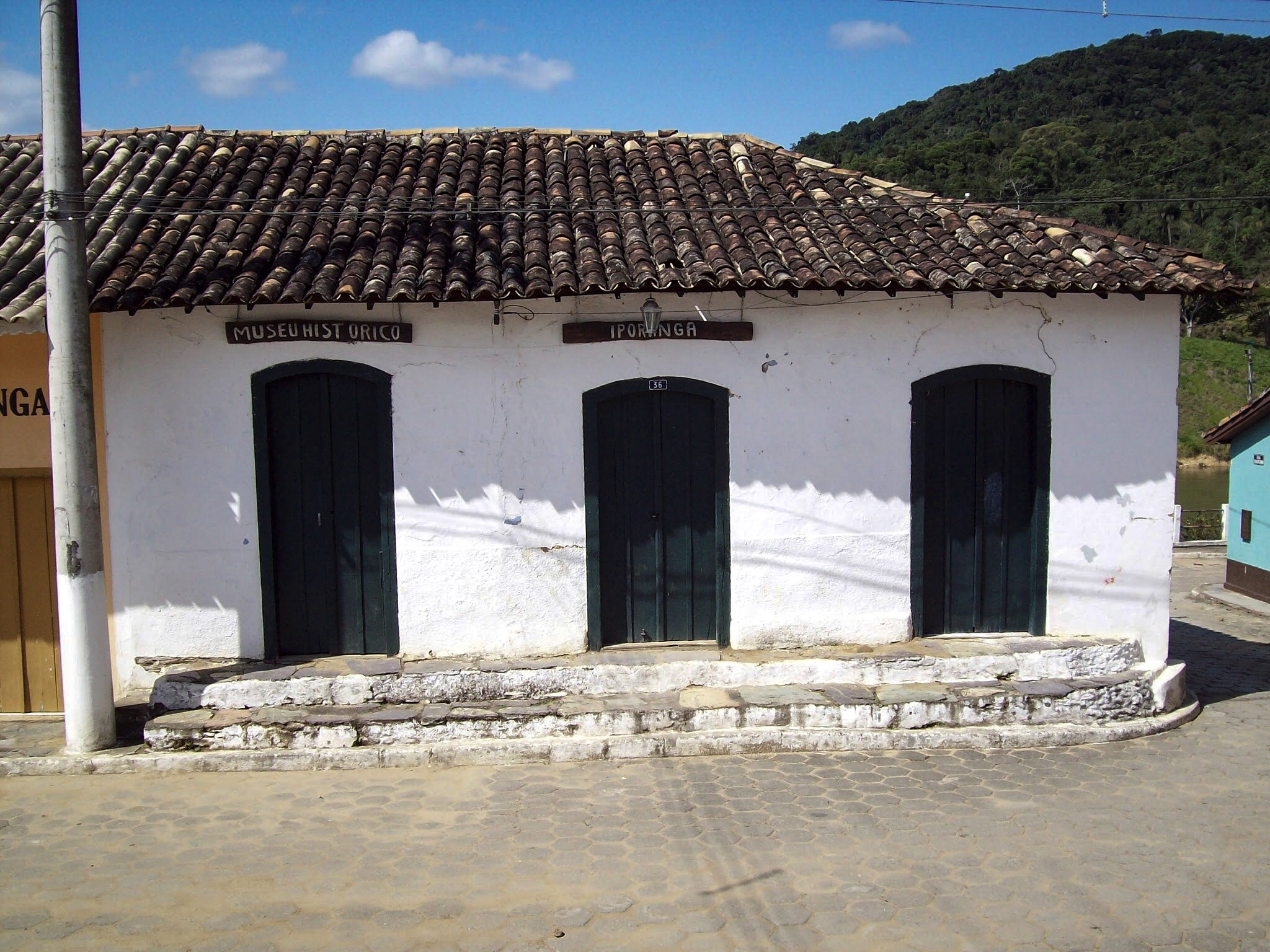
Museu Histórico de Iporanga.

### Quilombos
A cidade possui cerca de 70% de sua população afrodescendente, devido à ocupação humana ocorrida no século XVII através da mão de obra escrava trazida pelos europeus. Nhunguara, Pilões e Bombas estão entre as dezenas de comunidades quilombolas do município.
O puxirão, danças e a roça de coivara são eventos da cultura quilombola. A procissão fluvial do dia 31 de dezembro é um importante evento cultural da cidade.

## Turismo

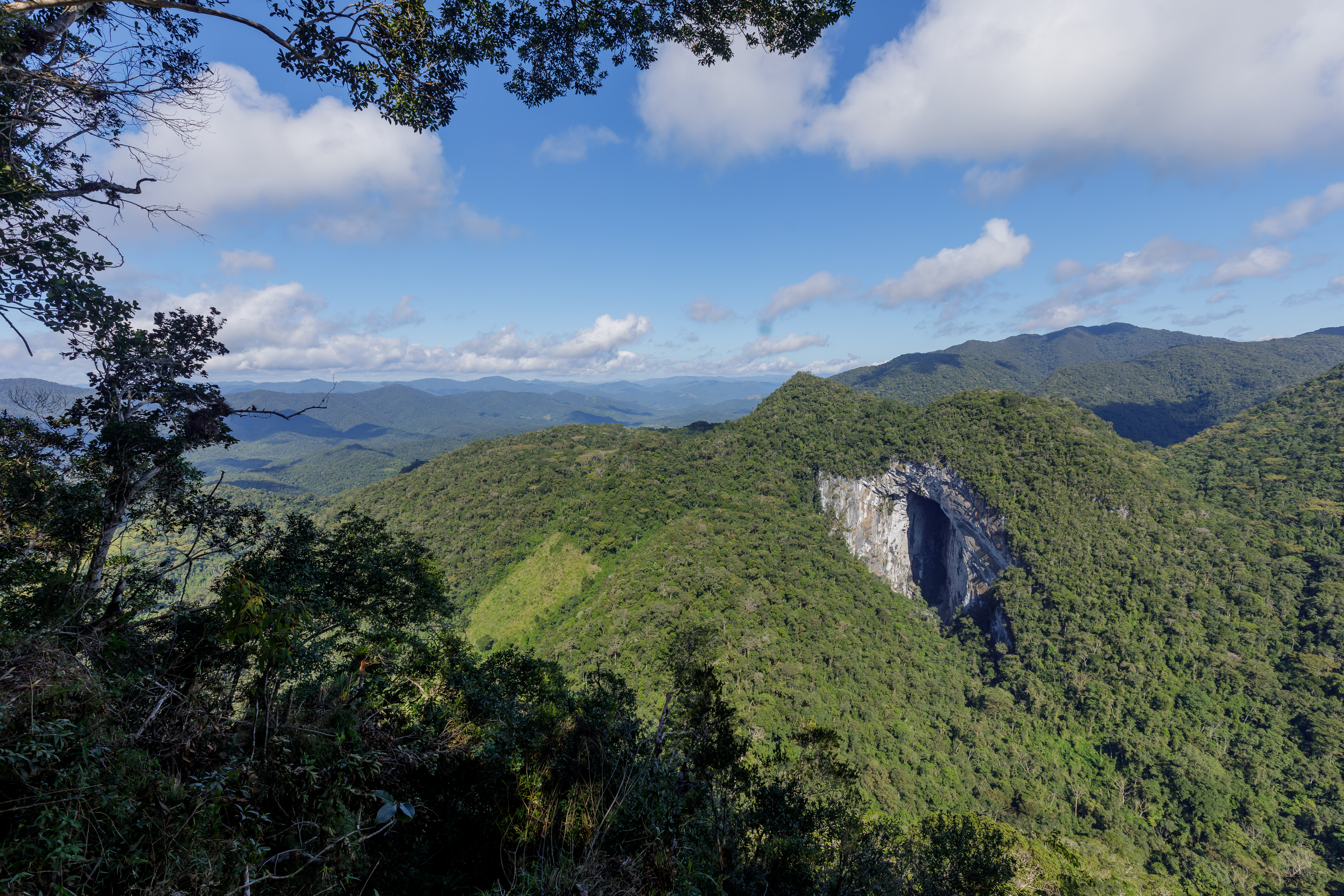
Vista do Petar e a Gruta Casa de Pedra.

O município de Iporanga é um destino turístico privilegiado porque é cercado por unidades de conservação, dentre as quais se destacam o Parque Estadual Turístico do Alto Ribeira – Petar e o Parque Estadual Caverna do Diabo. O Turismo de Aventura e o Ecoturismo são as marcas da cidade.

### Município de Interesse Turístico
Desde abril de 2018 Iporanga foi transformado em Município de Interesse Turístico – MIT, e assim pode avançar e aprimorar sua atividade turística com a melhoria de suas infraestruturas.

### Preservação da Mata Atlântica

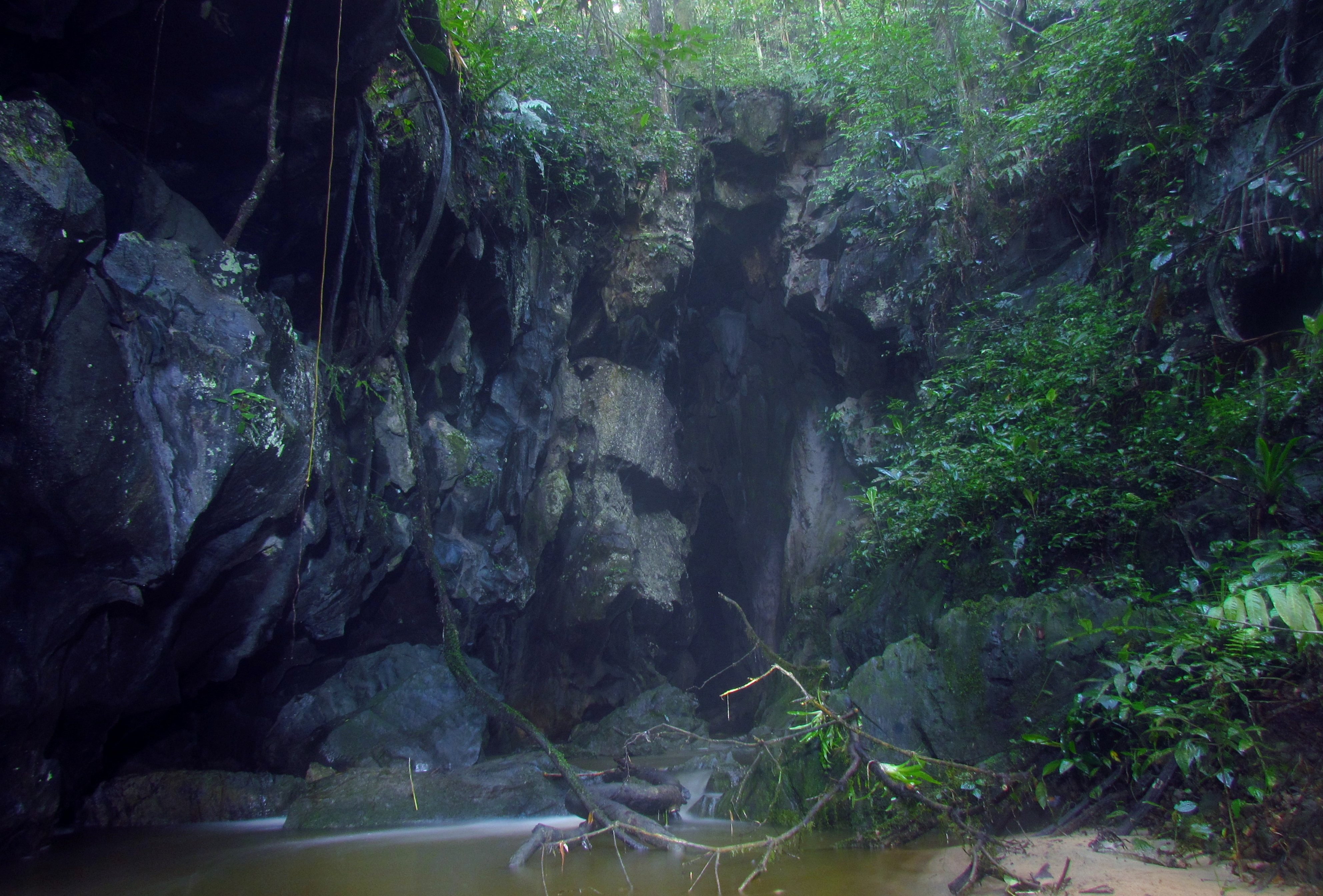
Entrada de caverna em plena Mata Atlântica.

A cidade lidera na preservação da Mata Atlântica, uma vez que a Revista Fapesp divulgou o senso Inventário Florestal 2020 e, na relação dos municípios que mais a preservam, o destaque foi para Iporanga, onde estão áreas do PETAR, Intervales e o PECD. São mais de 90% de área do município com Mata Atlântica.

### Capital das Cavernas

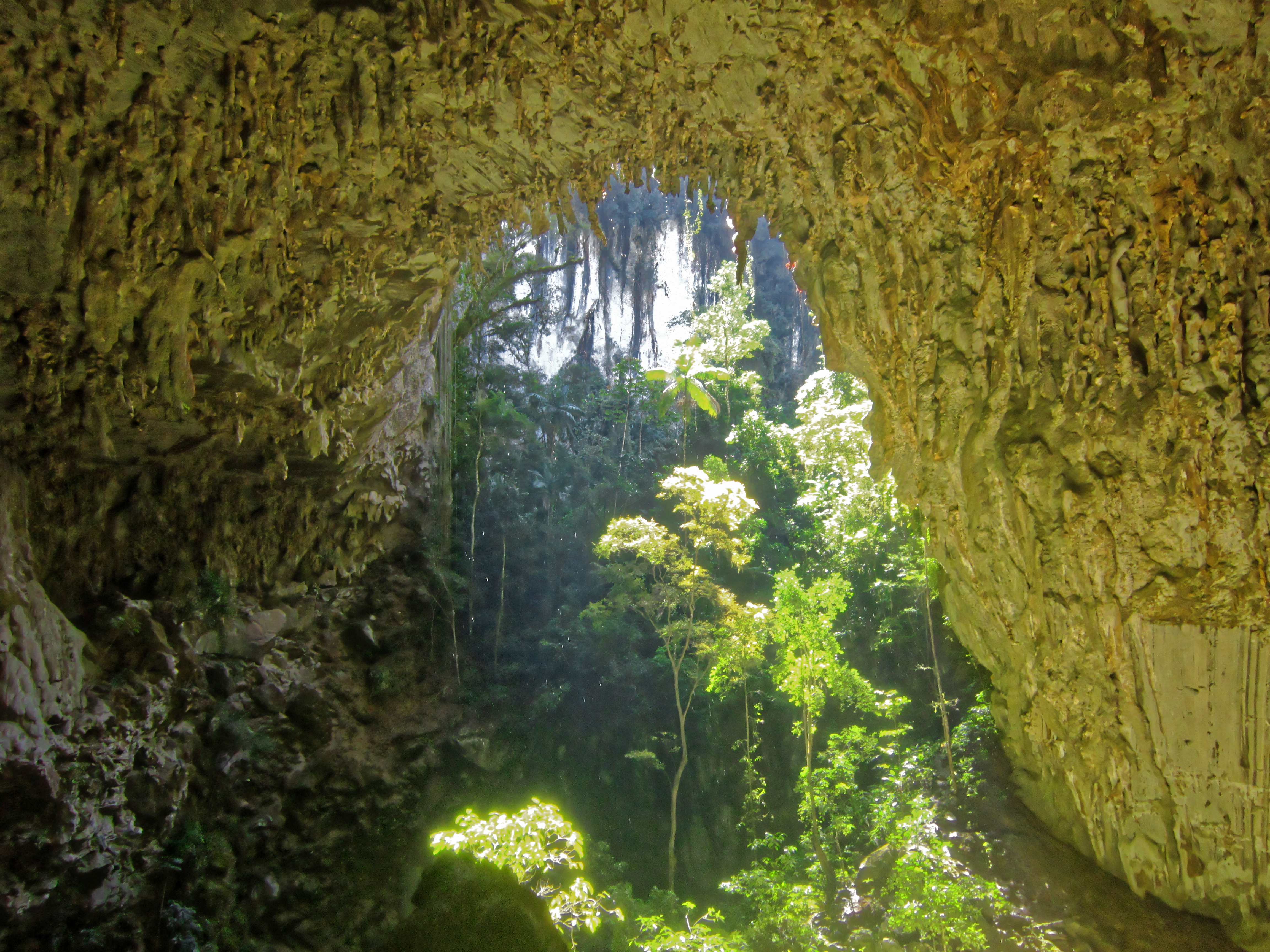
Caverna Temimina.

O município é conhecido como “Capital das Cavernas”, pela grande incidência de cavernas calcárias na área do município. São cerca de 360 cavernas catalogadas. Na região há famosas cavernas da Formação Iporanga e Formação Votuverava.

### Cachoeiras

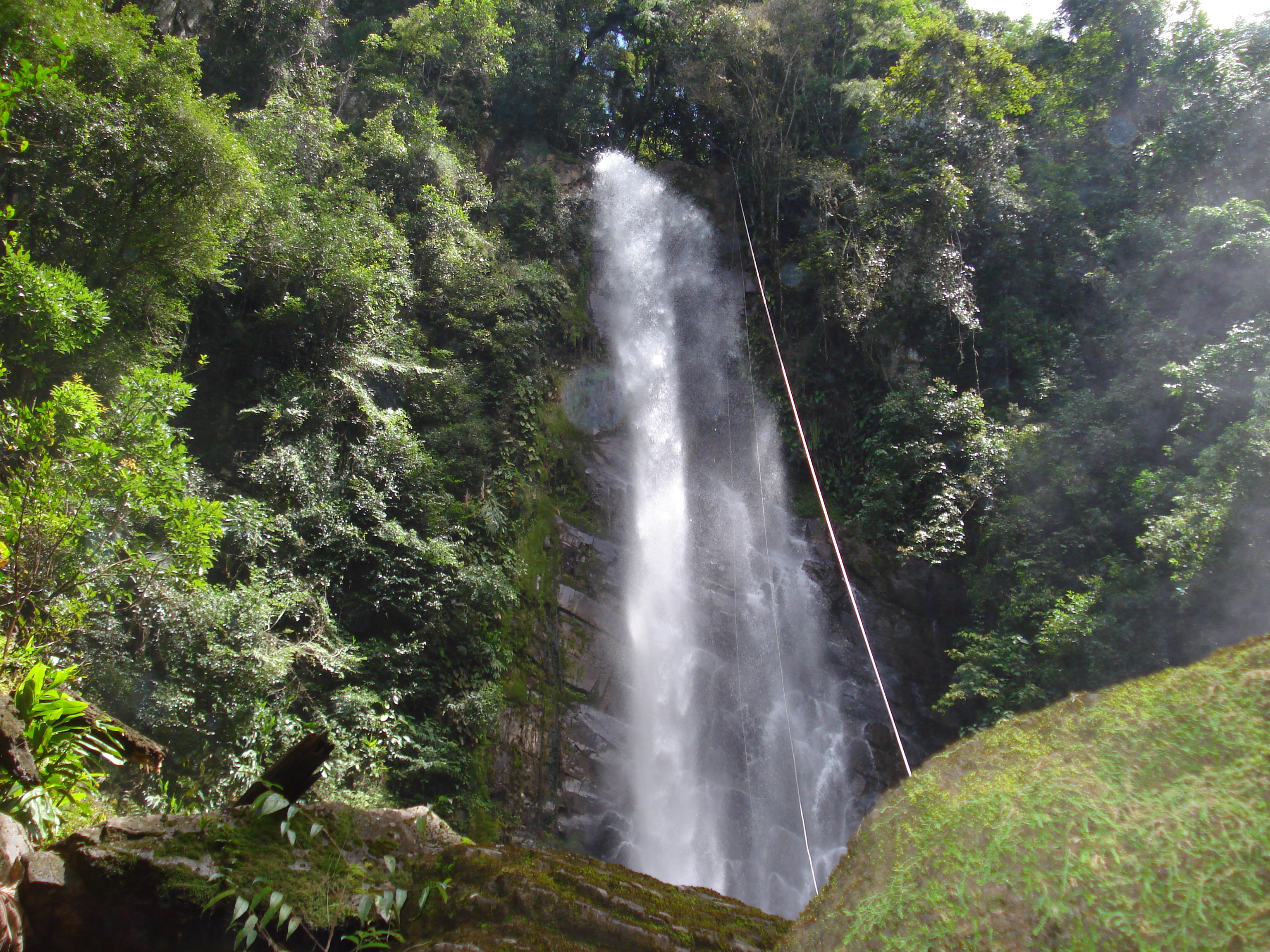
Cachoeira das Arapongas.

Iporanga é a cidade que possui o maior número de cachoeiras em todo o Brasil, nas 365 cavernas cadastradas. O turista poderá praticar nelas esportes radicais como o rapel, canyonismo e trekking.

### Parque Estadual Turístico do Alto Ribeira
Com cerca de 36 mil hectares, o Petar abriga um valioso patrimônio natural, composto por sítios espeleológicos, paleontológicos, arqueológicos e históricos, além da grande diversidade biológica característica da Mata Atlântica preservada em toda sua extensão. Situa-se junto às margens do rio Ribeira de Iguape e na foz do Ribeirão Iporanga.  Em 1999, essa região foi reconhecida como Patrimônio Natural da Humanidade pela UNESCO.
Vale ressaltar que o Petar conta com cavernas, dezenas de cachoeiras, trilhas, comunidades tradicionais e quilombolas, sítios arqueológicos, paleontológicos, mostrando-se como um verdadeiro paraíso escondido entre vales e serras. Criado por um decreto de 1958 do governo do estado de São Paulo, tornou-se depois da década de 90 um dos locais mais perfeitos e procurados para a prática de esportes de aventura com espeleo, rapel, bóia cross, cascading, bike, e de algumas atividades como educação ambiental, fotografia e observação da natureza, ou seja, são inúmeros os atrativos.

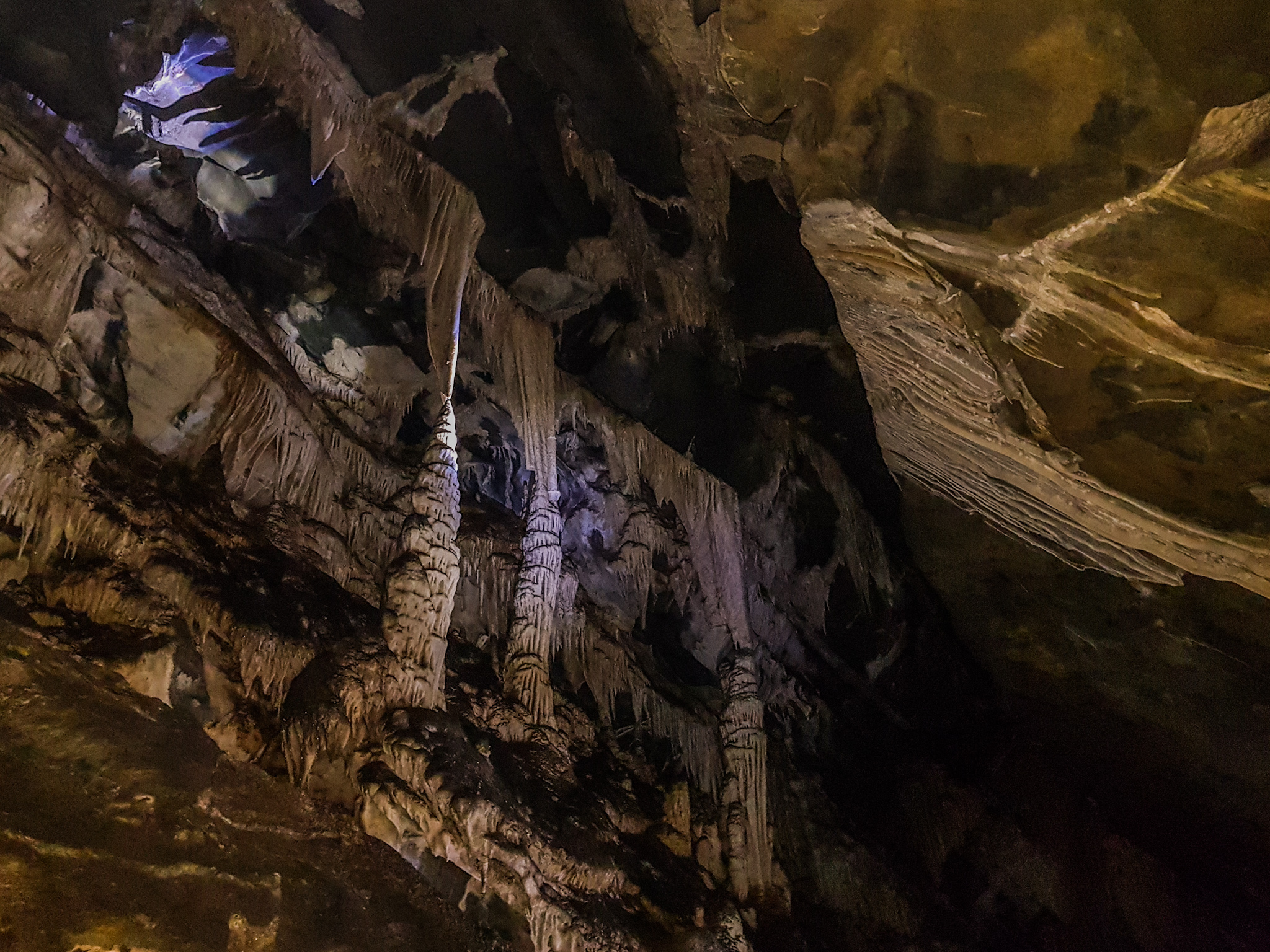
Caverna no Petar.

O parque é dividido em quatro núcleos: Santana, Caboclos, Casa de Pedra e Ouro Grosso. No bairro da Serra, a 14 quilômetros do centro, ficam as melhores pousadas e o acesso ao Núcleo Santana, com as cavernas mais visitadas.
Entre elas estão a do Couto, que abriga uma queda-d'água de quatro metros, a da Água Suja, com salões e um rio com cachoeira, e a que dá nome ao núcleo, com uma imensa variedade de espeleotemas (nome genérico de todas as formações rochosas que ocorrem tipicamente no interior de cavernas como resultado da sedimentação e cristalização de minerais dissolvidos na água). Para chegar às grutas é preciso caminhar por diversas trilhas, passando por muitas cachoeiras.

### Reserva Betary

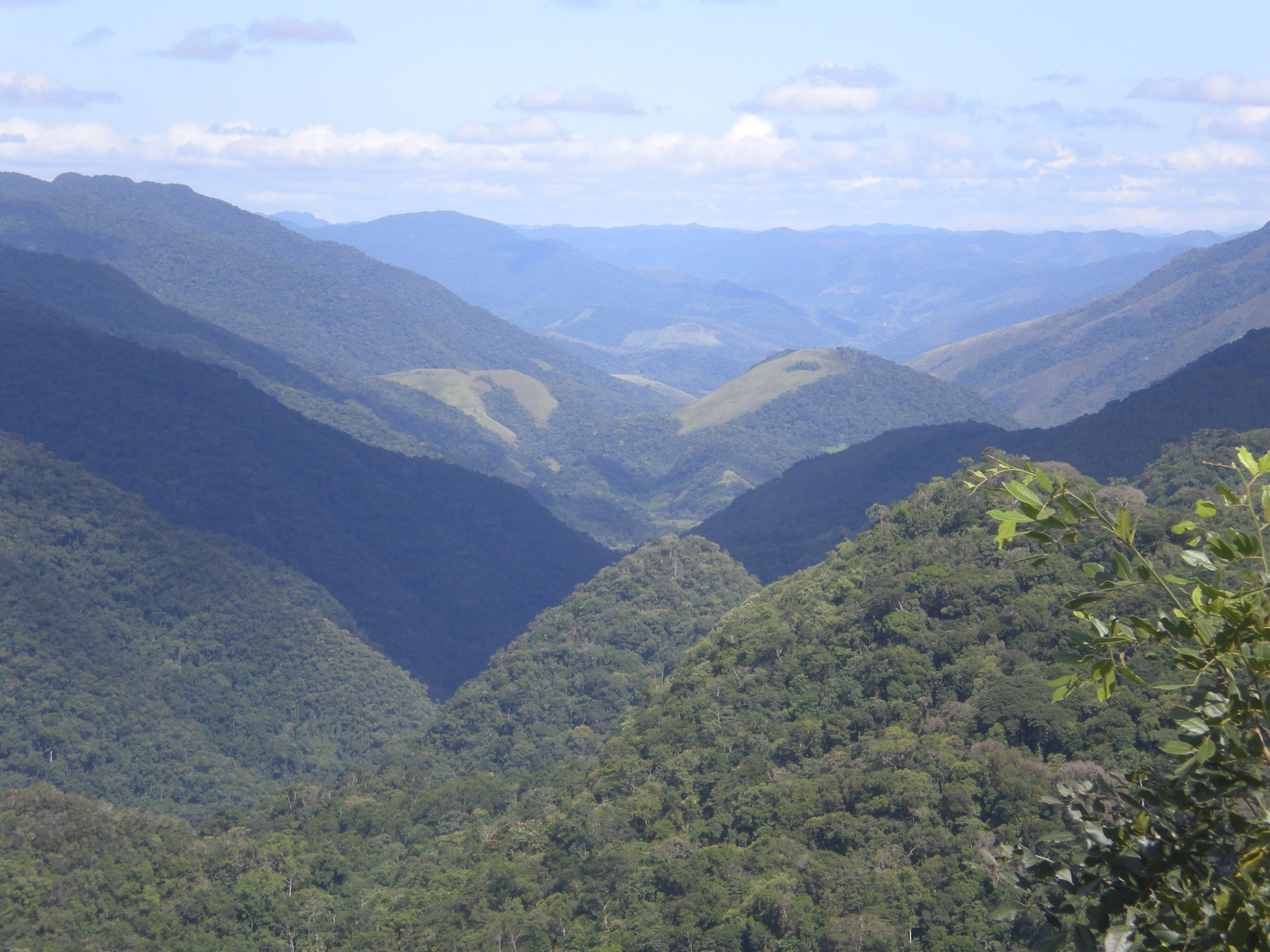
Vale do rio Betary.

A Reserva Betary é uma área de 60 hectares de Mata Atlântica preservada, onde os visitantes podem conhecer as maravilhas naturais e entender o significado da biodiversidade local.
Na Reserva Betary há um centro de pesquisas do IPBio - Instituto de Pesquisas da Biodiversidade, onde são realizados projetos relacionados à fauna e flora da Mata Atlântica.

## Religião
O Cristianismo se faz presente na cidade da seguinte forma:

### Igreja Católica
- A igreja faz parte da Diocese de Itapeva.[30]

### Igrejas Evangélicas
Entre as igrejas protestantes históricas, pentecostais e neopentecostais, encontram-se na cidade:
- Assembleia de Deus Ministério do Belém.[33][34]
- Congregação Cristã no Brasil.[35]